# Дюваль, Роберт (художник)
Роберт Дюваль (нидерл. Robbert Duval, Robbert Duval, Robbrecht Duval, Robbert Du Val, Robbrecht Du Val, Roberto van den Avel; 21 сентября 1649, Гаага — 22 января 1732, Гаага) — голландский рисовальщик, живописец и гравёр Золотого века голландского искусства. Один из основателей «Братства живописцев» и Aкадемии рисования в Гааге.

## Биография
Роберт Дюваль был учеником Николаса Виллинга (1640—1678) в Гааге, затем в 1667 году он уехал в Берлин для дальнейшего обучения, в 1688 году переехал в Италию. В Риме Дюваль стал членом общества «Перелётные птицы», или «Бент» (нидерл. bent — клуб, собрание, нидерл. Bent vogels — перелётные птицы, или нидерл. Bentvueghels — «птицы пера») — сообществa, или «братствa», иностранных художников, прибывавших в католический Рим из северных стран (главным образом из Нидерландов и Германии) с целью изучения сокровищ классического искусства и совершенствования мастерства. По обычаю общества Дюваль получил новое «изогнутое» имя: «Удача» (Fortuyn).
С 1671 по 1677 год Дюваль жил в Венеции. В 1677 году он почти год жил в Падуе. В 1682 году вернулся в Гаагу.
В год возвращения в Гаагу Дюваль стал членом «Братства живописцев» (Confrerie Pictura), художников, не удовлетворённых уставом и правилами приёма в Гильдию Святого Луки. Он написал одну из угловых картин на потолке Ботерваага, где собирались члены общества.
В 1682 году Дюваль стал одним из основателей Гаагской академии рисования. Дюваль несколько раз избирался деканом «Братства живописцев», а в 1686—1687 годах был директором Гаагской академии рисования.
Роберт Дюваль женился на дочери гаагского проповедника Абигуэль де Маре. В семье было трое сыновей и дочь. Один из сыновей по имени Самюэль стал художником. Самюэля воспитывал отец, и, как и его отец, он прожил в Риме три года, но вскоре после возвращения в Гаагу умер в возрасте тридцати шести лет, примерно в том же году, когда умер Роберт Дюваль, страдавший в старости от слабоумия.
Возвращение в Гаагу стало для Дюваля большим успехом, поскольку в том же 1682 году он был назначен штатгальтером Нидерландов Вильгельмом III Оранским придворным художником, и ему было поручено курировать коллекцию картин во дворце Хет Лоо. Затем его направили во дворец Хэмптон-Корт в Лондоне, чтобы восстановить ряд хранившихся там в то время картонов Рафаэля для серии шпалер Сикстинской капеллы «Деяния Святых Апостолов».
В качестве живописца Дюваль успел сделать немного, в основном он писал портреты и исторические аллегории. Во дворце Хет Лоо расписал потолок в «Зале искусств».